# Centro Nacional de Alto Rendimiento

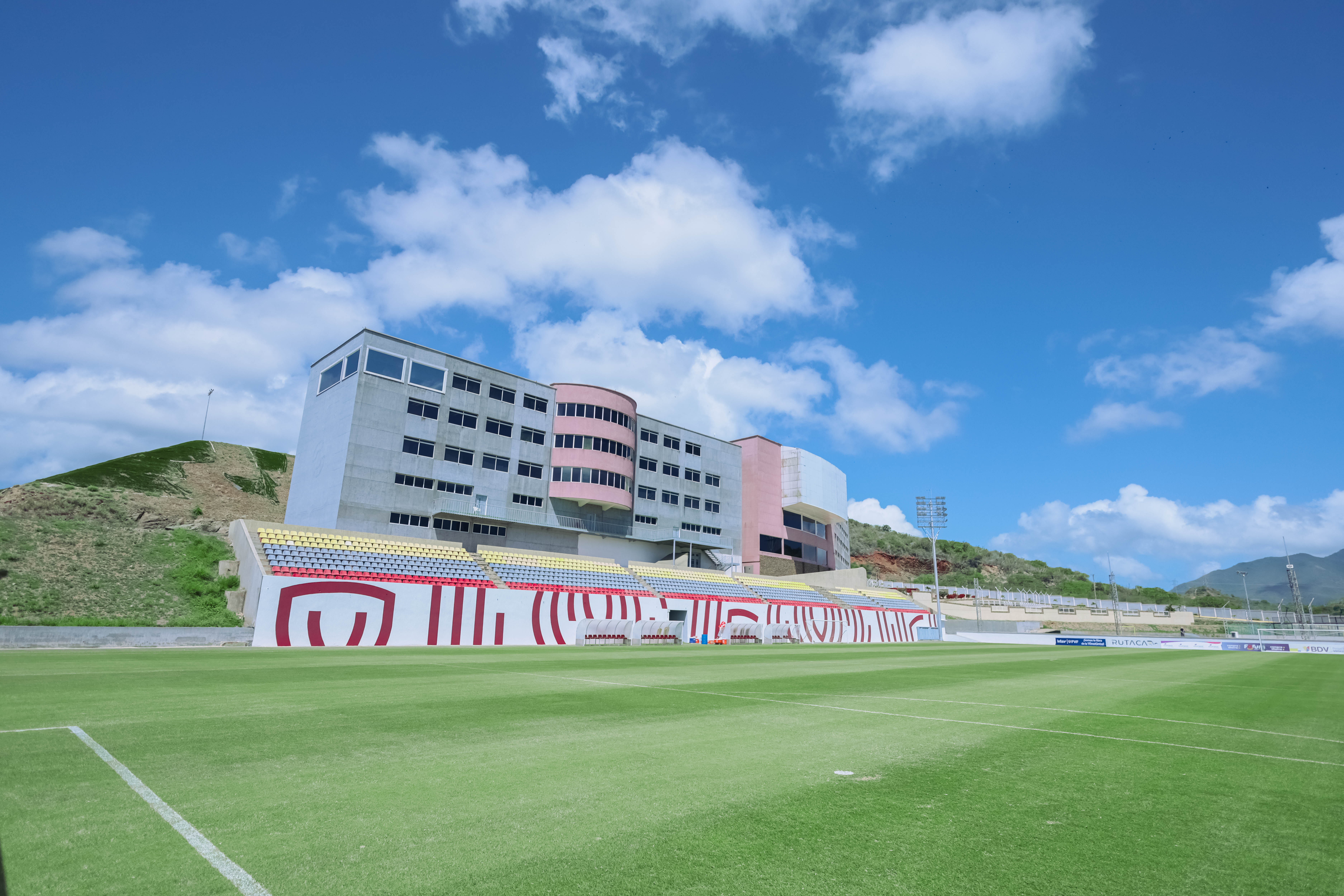
Vista de una de las canchas del Centro Nacional de Alto Rendimiento.

El Centro Nacional de Alto Rendimiento (CNAR) es una instalación deportiva ubicada en el sector de Los Robles, municipio Maneiro del estado Nueva Esparta, Venezuela. Es un predio concebido exclusivamente para el entrenamiento, evaluación y preparación física de los seleccionados nacionales de fútbol del país, formando parte del Proyecto Goal de la FIFA. El proyecto fue aprobado por dicho organismo el 1 de junio de 2001 y fue inaugurado el 12 de marzo de 2013. Es propiedad de la Federación Venezolana de Fútbol y posee una extensión de 75 hectáreas.
La infraestructura del complejo consta de tres unidades de edificios: el Edificio Central constituye la recepción al Centro y el acceso al resto de sus instalaciones; el Edificio Administrativo, donde están las oficinas de dirección más los servicios de atención médica, auditorios, salones para talleres, salas polivalentes, biblioteca, gimnasio, cuatro vestuarios, un camerino principal para la selección mayor, una escuela para árbitros, entrenadores y dirigentes, y acceso a las gradas para presenciar las sesiones de entrenamientos; y el Edificio Albergue, que posee 48 habitaciones y 6 suites disponibles para alojamiento de los jugadores y del personal técnico y directivo. El C.N.A.R consta de tres edificios (Central, Administrativo y Albergue), 3 canchas de fútbol, de las cuales 2 son de grama natural y 1 de grama artificial, todas con medidas oficiales y una tribuna con capacidad para 2.500 espectadores, cinco de fútbol sala, y una de fútbol playa. Tiene una zona de estacionamiento para 200 vehículos.
La edificación del Centro estuvo diseñado por el arquitecto Omar Carnevali y ejecutado por la constructora JS 3000 C.A., y contó con el apoyo de empresas públicas y privadas, además de instituciones oficiales.

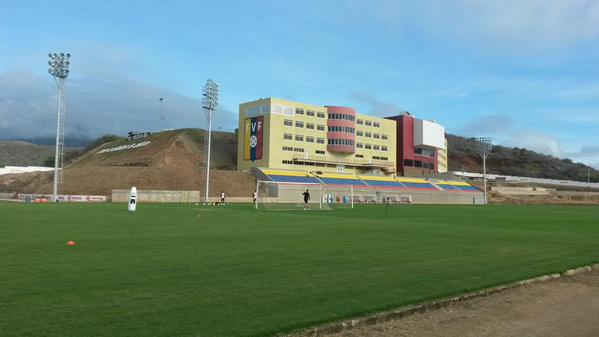
Una de las canchas del Centro Nacional de Alto Rendimiento, en 2015.

## Estructura
| - Lobby. - Auditorio "Dr. Raimundo Rafael Verde Rojas". - Habitaciones dobles. - Suite Júnior. - Fuente de soda. - Sala de juego. - Sala técnica. - Oficina de coordinación de mantenimiento. - Consultorios. - Consultorio de odontología. - Oficinas de Dirección General. - Oficina de presidencia. - Oficina de secretaría. - Oficina de gerencia. - Oficina de hospedaje y R.R.H.H. - Gimnasio. | - Sala de fisioterapia. - Aulas de la Dirección de Formación y Capacitación. - Biblioteca. - Comedor. - Camerinos. - Sala de cámara hiperbarica. - Lavanderia. - Área "Fortaleza". - Camerinos. - Sala de crioterapia. - Canchas de grama natural. - Área de esparcimiento. - Cancha de fútbol playa. - Cancha de fútbol sala. - Cancha de grama artificial. |